# C1000 (飲料)
C1000（シーせん）は、ハウスウェルネスフーズが発売している清涼飲料水（炭酸飲料を含む）のブランド名のひとつである。

## 概要
1990年に武田食品工業から「C1000 Ca&Mg」「C1000 Fe」「C1000 せんい&オリゴ」の3種類を発売。1商品にビタミンCが1000mg入っていることが名称の由来であり、ビタミンC飲料の草分け的存在となる。1991年には現在の基幹商品である「C1000 ビタミンレモン」がラインナップに加わり、以降ビタミンC配合食品のロングセラーブランドとなった。近年では飲料水のほか、キャンディーやタブレットなどの商品としても発売されている。
武田薬品時代は「C1000」の文字の右にタケダのロゴが入り、｢C1000タケダ｣と呼称されていた。2006年4月に発売元がハウス食品（2013年10月1日以降はハウス食品グループ本社）と武田薬品の合弁で設立されたハウスウェルネスフーズに移管されたあとも、｢タケダ｣の商品名・ロゴマークが製品に入れられていたが、テレビコマーシャル放送上のサウンドロゴから「タケダ」は外され、2007年10月1日にハウス食品がハウスウェルネスフーズを完全子会社化し、武田薬品との資本関係が解消されたことから、商品名も「C1000」のみとなった。
タイでは、ハウス食品（60%）とオソサファ社（40%）との合弁企業であるハウスオソサファフーズにより、現地の嗜好に合わせてアレンジした「C-Vitt」ビタミンレモン・ビタミンオレンジが発売されている。またインドネシアでは、現地企業PT Djojonegoro C-1000社と業務提携し、「YOU・C1000」のブランド名でビタミンレモン・ビタミンオレンジ・ビタミンアップル、レモンウォーター・オレンジウォーターが発売されている。

## 主な商品一覧

### 現行
- ビタミンレモン コラーゲン＆ヒアルロン酸
- ビタミンレモン クエン酸＆ローヤルゼリー
- ビタミンオレンジ
- ビタミンピーチ
- ビタミンレモンプレミアム
- ビタミンレモンゼリー
- レモンの朝
- ビタミンレモンキャンディ
- レモンウォーター

### 過去
- ビタミンレモンホット：冬季限定
- ビタミンレモンタブレット：販売元は親会社のハウス食品である。
- ビタミン&Ca
- ビタミン&Fe
- ビタミンホワイト
- リフレッシュ<レモン&ライム>
- ビタミンドリンク
- リフレッシュタイム

## 歴代CMキャラクター

### 武田食品工業時代
- 島田紳助
- 川原亜矢子
- 鈴木蘭々
- 加藤あい（2000年 - 2004年、一部のバージョンではジョン・ザンディグと共演）
- ポルノグラフィティ（2005年）

### ハウスウェルネスフーズ時代
- 長谷川京子（2005年 - 2007年。なお、長谷川京子がCMキャラクターに起用されている途中で、発売元が武田食品工業からハウスウェルネスフーズに変更された。）
- 嵐（2006年）
- 榮倉奈々（2007年 - 2010年）
- 人形芸人 ドント&ノット（2009年）
- 篠原涼子（2009年 - 2011年）
- 多部未華子（2011年 - 2012年）
- 本田翼（2013年 - ）

## 他社類似製品
- ポッカサッポロ - キレートレモン（2001年 - ）